# Liste du patrimoine mondial en Asie
Cet article recense les sites inscrits sur la liste du patrimoine mondial de l'UNESCO en Asie.

## Généralités
Chaque année, le Comité du patrimoine mondial de l'UNESCO peut inscrire des sites sur la liste du patrimoine mondial. La sélection est basée sur dix critères : six pour le patrimoine culturel (i–vi) et quatre pour le patrimoine naturel (vii–x) Certains sites, désignés comme « mixtes », représentent à la fois un patrimoine culturel et naturel. Les États peuvent également réaliser une inscription sur la liste indicative. Cette liste regroupe les éléments pour lesquels l'État partie a déposé un dossier de candidature à l'UNESCO, avant son acceptation. Elle constitue donc une sorte d'antichambre de la liste du patrimoine mondial.

### Les cinq régions UNESCO
A l'instar d'autres organisations internationales, l'UNESCO a organisé différentes formes de régionalisme pour la décentralisation de ses activités. Cinq régions ont été définies lors de la 42e séancede la conférence générale le 21 novembre 1974 : l'Afrique, les États arabes, l'Asie et Pacifique, l'Europe et Amérique du Nord et l'Amérique latine et Caraïbes.
La définition de ces cinq régions résulte du croisement de trois critères qui, pris individuellement, ont été jugés insuffisants :
- « l'intérêt et l'aptitude » que les États membres « ont à contribuer aux activités de la région et, partant, à faciliter l'exécution des tâches de l'organisation »
- « la situation géographique », c'est-à-dire le continentalisme
- « leurs traditions historiques ou culturelles ou sociales ».

À l'appréciation d'ensemble de ces trois critères s'ajoute une condition : « un large assentiment des États membres de la région ».

### La région Asie et Pacifique
Du point de vue géographique, l'UNESCO regroupe la plupart des sites d'Asie et d'Océanie dans une même zone (nommée « Asie et Pacifique ») et suit globalement les divisions statistiques des Nations unies. Les pays arabes sont classés dans la zone « États arabes » ; cette zone comprend des pays situés en Afrique ou en Asie...
L'organisation place en Asie certains pays qui peuvent être considérés comme européens selon d'autres points de vue : c'est le cas de l'Arménie, de l'Azerbaïdjan, de Chypre et de la Géorgie, suivant en cela les divisions statistiques des Nations unies. Inversement, les sites de Russie et de Turquie situés dans les parties asiatiques de ces pays sont également classés dans la zone géographique européenne. Israël, malgré sa position au Moyen-Orient, est inclus dans la zone européenne.
L'UNESCO ne prend en considération que les États parties de la Convention pour la protection du patrimoine mondial, culturel et naturel. En Asie, seul le Timor oriental ne l'a pas intégrée. Le Brunei, qui a ratifié cette convention, ne possède aucune inscription au patrimoine mondial ou sur la liste indicative. Le Bhoutan, le Koweït, les Maldives et le Qatar n'ont de sites inscrits que sur la liste indicative.

## Sites transfrontaliers
Plusieurs sites, transfrontaliers, sont communs à plusieurs pays.

## Patrimoine en péril
Le Comité du patrimoine mondial peut spécifier qu'un site est en péril s'il existe des « conditions menaçant les caractéristiques mêmes qui ont permis l'inscription d'un bien sur la liste du patrimoine mondial ».
En Asie, en 2017, les vingt sites suivants sont considérés comme en péril :
- 1982 : Vieille ville de Jérusalem et ses remparts (Israël)
- 2002 : Minaret et vestiges archéologiques de Djam (Afghanistan)
- 2003 : Paysage culturel et vestiges archéologiques de la vallée de Bamiyan (Afghanistan)
- 2000 : Ville historique de Zabid (Yémen)
- 2003 : Assour (Irak)
- 2007 : Ville archéologique de Samarra (Irak)
- 2010 : Cathédrale de Bagrati et monastère de Ghélati (Géorgie)
- 2011 : Patrimoine des forêts tropicales ombrophiles de Sumatra (Indonésie)
- 2012 : Lieu de naissance de Jésus : l’église de la Nativité et la route de pèlerinage, Bethléem (Palestine)
- 2013 : Ancienne ville d'Alep, Ancienne ville de Bosra, Ancienne ville de Damas, Crac des Chevaliers et Qal'at Salah El-Din, Site de Palmyre, Villages antiques du Nord de la Syrie (Syrie)
- 2014 : Palestine : terre des oliviers et des vignes – Paysage culturel du sud de Jérusalem, Battir (Palestine)
- 2015 : Hatra (Irak) - Vieille ville de Sana'a, Ancienne ville de Shibam et son mur d'enceinte (Yémen)
- 2016 : Centre historique de Shakhrisyabz (Ouzbékistan)
- 2017 : Vieille ville d’Hébron (Palestine)

Huit sites ont été inscrits sur la liste du patrimoine en péril avant d'en être retirés par la suite :
- 1988–2004 : fort de Bahla (Oman)
- 1992–2004 : Angkor (Cambodge)
- 1999–2006 : ensemble monumental de Hampi (Inde)
- 2000-2012 : fort et jardins de Shalimar à Lahore (Pakistan)
- 2001-2012 : rizières en terrasses des cordillères (Philippines)
- 2003–2007 : vallée de Katmandou (Népal)
- 2003-2009 : cité fortifiée de Bakou avec le palais des Chahs de Chirvan et la tour de la Vierge (Azerbaïdjan)
- 2004-2013[6] : Bam et son paysage culturel (Iran)
- 2009-2016[7] : Monuments historiques de Mtskheta (Géorgie)

En 2007, le sanctuaire de l'oryx arabe, à Oman, est retiré de la liste du patrimoine mondial à la suite de la décision unilatérale du pays de réduire la superficie de la zone de 90% pour permettre la prospection pétrolière. Il s'agit du premier site à faire l'objet d'une procédure de retrait.

## Statistiques
La liste suivante recense les sites du patrimoine mondial situés en Asie. La définition des limites de l'Asie varie toutefois suivant les points de vue. En particulier :
- la liste inclut les pays du Caucase (Arménie, Azerbaïdjan, Georgie) et Chypre ;
- elle inclut Israël ;
- pour l'Égypte, la Russie et la Turquie, elle n'inclut que les sites situés sur la partie asiatique de ces pays.

| Pays                | Adhésion | PM : Total | PM : Culturel | PM : Naturel | PM : Mixte | LI : Total | LI : Culturel | LI : Naturel | LI : Mixte |
| ------------------- | -------- | ---------- | ------------- | ------------ | ---------- | ---------- | ------------- | ------------ | ---------- |
| Afghanistan         | 1979     | +02,       | +02,          | +00,         | +00,       | +04,       | +03,          | +01,         | +00,       |
| Arabie saoudite     | 1978     | +06,       | +06,          | +00,         | +00,       | +11,       | +08,          | +02,         | +00,       |
| Bahreïn             | 1991     | +02,       | +02,          | +00,         | +00,       | +07,       | +06,          | +01,         | +00,       |
| Bangladesh          | 1983     | +03,       | +02,          | +01,         | +00,       | +05,       | +05,          | +00,         | +00,       |
| Bhoutan             | 2001     | +00,       | +00,          | +00,         | +00,       | +08,       | +04,          | +03,         | +01,       |
| Birmanie            | 1994     | +01,       | +01,          | +00,         | +00,       | +14,       | +07,          | +07,         | +00,       |
| Brunei              | 2011     | +00,       | +00,          | +00,         | +00,       | +00,       | +00,          | +00,         | +00,       |
| Cambodge            | 1991     | +04,       | +04,          | +00,         | +00,       | +08,       | +08,          | +00,         | +00,       |
| Chine               | 1985     | +57,       | +39,          | +14,         | +04,       | +61,       | +26,          | +18,         | +17,       |
| Chypre              | 1975     | +03,       | +03,          | +00,         | +00,       | +11,       | +04,          | +05,         | +02,       |
| Corée du Nord       | 1998     | +03,       | +02,          | +00,         | +01,       | +05,       | +01,          | +02,         | +02,       |
| Corée du Sud        | 1988     | +15,       | +13,          | +02,         | +00,       | +14,       | +10,          | +04,         | +00,       |
| Égypte              | 1974     | +01,       | +01,          | +00,         | +00,       | +14,       | +11,          | +03,         | +00,       |
| Émirats arabes unis | 2001     | +02,       | +02,          | +00,         | +00,       | +08,       | +06,          | +02,         | +00,       |
| Inde                | 1977     | +41,       | +33,          | +07,         | +01,       | +52,       | +42,          | +08,         | +02,       |
| Indonésie           | 1989     | +08,       | +04,          | +04,         | +00,       | +20,       | +12,          | +08,         | +00,       |
| Irak                | 1974     | +05,       | +04,          | +00,         | +01,       | +12,       | +11,          | +00,         | +01,       |
| Iran                | 1975     | +26,       | +25,          | +01,         | +00,       | +54,       | +40,          | +11,         | +03,       |
| Israël              | 1999     | +09,       | +09,          | +00,         | +00,       | +18,       | +11,          | +01,         | +06,       |
| Japon               | 1992     | +23,       | +18,          | +05,         | +00,       | +06,       | +06,          | +00,         | +00,       |
| Jordanie            | 1975     | +06,       | +05,          | +00,         | +01,       | +13,       | +10,          | +01,         | +02,       |
| Kazakhstan          | 1994     | +05,       | +03,          | +02,         | +00,       | +13,       | +05,          | +03,         | +05,       |
| Kirghizistan        | 1995     | +03,       | +02,          | +01,         | +00,       | +02,       | +02,          | +00,         | +00,       |
| Koweït              | 2002     | +00,       | +00,          | +00,         | +00,       | +04,       | +03,          | +01,         | +00,       |
| Laos                | 1987     | +03,       | +02,          | +01,         | +00,       | +03,       | +02,          | +01,         | +00,       |
| Liban               | 1983     | +05,       | +05,          | +00,         | +00,       | +10,       | +09,          | +01,         | +00,       |
| Malaisie            | 1988     | +05,       | +03,          | +02,         | +00,       | +05,       | +02,          | +03,         | +00,       |
| Maldives            | 1986     | +00,       | +00,          | +00,         | +00,       | +01,       | +01,          | +00,         | +00,       |
| Mongolie            | 1990     | +05,       | +03,          | +02,         | +00,       | +12,       | +08,          | +03,         | +01,       |
| Népal               | 1978     | +04,       | +02,          | +02,         | +00,       | +15,       | +15,          | +00,         | +00,       |
| Oman                | 1981     | +05,       | +05,          | +00,         | +00,       | +07,       | +02,          | +04,         | +01,       |
| Ouzbékistan         | 1993     | +05,       | +04,          | +01,         | +00,       | +30,       | +24,          | +03,         | +03,       |
| Pakistan            | 1976     | +06,       | +06,          | +00,         | +00,       | +18,       | +18,          | +00,         | +00,       |
| Palestine           | 2011     | +03,       | +03,          | +00,         | +00,       | +13,       | +11,          | +02,         | +00,       |
| Philippines         | 1985     | +06,       | +03,          | +03,         | +00,       | +19,       | +08,          | +10,         | +01,       |
| Qatar               | 1984     | +01,       | +01,          | +00,         | +00,       | +01,       | +00,          | +01,         | +00,       |
| Russie              | 1988     | +27,       | +16,          | +01,         | +10,       | +23,       | +13,          | +07,         | +03,       |
| Singapour           | 2012     | +01,       | +01,          | +00,         | +00,       | +00,       | +00,          | +00,         | +00,       |
| Sri Lanka           | 1980     | +08,       | +06,          | +02,         | +00,       | +02,       | +02,          | +00,         | +00,       |
| Syrie               | 1975     | +06,       | +06,          | +00,         | +00,       | +12,       | +12,          | +00,         | +00,       |
| Tadjikistan         | 1992     | +03,       | +02,          | +01,         | +00,       | +16,       | +11,          | +04,         | +01,       |
| Thaïlande           | 1987     | +06,       | +03,          | +03,         | +00,       | +06,       | +06,          | +00,         | +00,       |
| Turkménistan        | 1994     | +03,       | +03,          | +00,         | +00,       | +08,       | +02,          | +06,         | +00,       |
| Turquie             | 1983     | +20,       | +18,          | +00,         | +02,       | +77,       | +71,          | +03,         | +03,       |
| Viêt Nam            | 1987     | +09,       | +06,          | +02,         | +01,       | +07,       | +01,          | +03,         | +03,       |
| Yémen               | 1980     | +04,       | +03,          | +01,         | +00,       | +10,       | +05,          | +02,         | +03,       |